# إلتمان
التمن (بالألمانية: Eltmann) هي place with town rights and privileges و بلدة ألمانية تقع في ألمانيا في بافاريا.